# Jungiella occidentalis
Jungiella occidentalis är en tvåvingeart som beskrevs av Wagner 1987. Jungiella occidentalis ingår i släktet Jungiella och familjen fjärilsmyggor.
Artens utbredningsområde är Frankrike. Inga underarter finns listade i Catalogue of Life.